# Wulf Tagg
Wulf Tagg (* 9. Februar 1839 in Wilster; † 3. Januar 1914) war ein deutscher Reichsgerichtsrat.

## Leben
Er war Sohn eines Arztes. Er studierte an der Christian-Albrechts-Universität zu Kiel Rechtswissenschaft und wurde 1858 Mitglied des Corps Saxonia Kiel. Als Inaktiver wechselte er an die  Universität Leipzig. Nach den Examen wurde er 1862 vereidigt. 1867 wurde er Kreisrichter und 1877 Kreisgerichtsrat.  1879 war er Landgerichtsrat in Kiel. 1886 ernannte man ihn zum Oberlandesgerichtsrat in Kiel. 1895 wurde Landgerichtspräsident. 1896 kam er an das Reichsgericht. Er war im I. Strafsenat und im VI. Zivilsenat des Reichsgerichts. 1910 trat er in den Ruhestand.

## Werke
- (anonym) Aus dem heimischen Rechtsleben in den Jahren 1834 bis 1894 : Festschrift für die Eröffnung des neuen Oberlandesgerichtsgebäudes in Kiel am 18. Oktober 1894, MPIER-Digitalisat